# Kelly Knox
Kelly Knox (1985) foi a vencedora do show BBC3 Reality TV, Britain's Missing Top Model em 2008. Ela foi uma das oito mulheres concorrentes deficientes. Knox nasceu sem o antebraço esquerdo. Antes de entrar na competição, ela morava em Enfield, Londres e trabalhou num banco.
Ela ganhou um photoshoot com o fotógrafo de moda Rankin, e um editorial na revista Marie Claire. Também foi oferecido a ela um contrato de modelo com a Take 2 Model Management Agency em Londres.
Ela agora está trabalhando como modelo de sucesso profissional.
Kelly está representada por Sinclair Management.